# Guillaume Bouzignac
Guillaume Bouzignac (Saint-Nazaire-d'Aude, 1587 circa – 1643 circa) è stato un compositore francese.
Dopo la formazione presso la cattedrale di Narbona, fu maestro di cappella presso le cattedrale di Angoulême, Bourges, Tours e Clermont-Ferrand.

## Opere
Solo all'inizio del XX secolo le opere di Bouzignac sono state riscoperte in antichi manoscritti. Si ipotizza che Bouzignac dopo il 1608 abbia soggiornato in Italia e/o in Spagna. Questo spiegherebbe anche le particolari caratteristiche della sua musica. Una caratteristica sorprendente dello stile compositivo di Bouzignac è la drammaticità, ottenuta dividendo il coro in gruppi, che dialogano l'uno con l'altro. Questi mottetti dialogati, come Unus ex vobis e Dum silentium, possono essere considerati come piccoli oratorii che anticipano le composizioni di Giacomo Carissimi e di Marc-Antoine Charpentier, compositori di due generazioni più avanti.
Le sue opere sono contenute essenzialmente nel Ms. 168 della Biblioteca di Tours e nel manoscritto Rés Vma ms 571 della Biblioteca nazionale di Francia. Si tratta soprattutto di mottetti per diverse occasioni. Una lista e un'analisi delle principali composizioni di Bouzignac è stata presentata dal musicologo Martial Leroux nel 1993.

## Discografia
- Motetten, Te Deum. Les Arts Florissants, Harmonia Mundi HMC 901 471
- Die Karwoche in der Provence. Boston Camerata, Erato 4509 98480-2
- Motetten. Sächsisches Vocalensemble, TACET 0156-4